# Villianur
Villianur es una localidad de la India, en el distrito de Puducherry, territorio de Puducherry.

## Geografía
Se encuentra a una altitud de 16 m s. n. m. a 2 304 km de la capital nacional, Nueva Delhi, en la zona horaria UTC +5:30.

## Demografía
Según estimación 2010 contaba con una población de 10 183 habitantes.